# Ariel–2
Ariel–2 (UK–2) angol rádiócsillagászati műhold.

## Küldetés
Fő feladata az ionoszféra kutatása, napfizikai kutatások a távoli ultraibolyában, az elektronsűrűség és elektron-hőmérséklet mérése.[forrás?]

## Jellemzői
Készült a Brit Nemzeti Űrkutatási Bizottság megbízásából Amerikában, a Goddard Space Flight Center (GSFC) közreműködésével. Üzemeltetését a NASA hálózata végezte.
Megnevezései: UK–2 (United Kingdom/Egyesült Királyság); UK–C; S–52 (Science); COSPAR: 1964-015A. Kódszáma: 771.
1964. március 27-én a virginiai Wallops Flight Facility (WFF) rakétabázisról, az LC–3 (LC–Launch Complex) jelű indítóállványról egy Scout-X3 (S127R) hordozórakétával állították alacsony Föld körüli pályára (LEO = Low-Earth Orbit). Az orbitális pályája 101,21 perces, 51,6 fokos hajlásszögű, elliptikus pálya perigeuma 289 kilométer, az apogeuma 1343 kilométer volt.
1959-ben az USA felajánlotta több baráti országnak, hogy a tudósaik által készített műholdakat pályára állítja. Anglia élt a lehetőséggel, megkötötték a szerződéseket. A kutatási programot a szükséges műszereket igényelve a University College London és a University of Birmingham tudósai készítették.
A magnetoszféra és a világűr kutatásával foglalkozó, forgásstabilizált űreszköz. A központi műszertartály formája henger, hossza 22, átmérője 58 centiméter. A hengeres testet lapos félgömbök zárták le. Tömege 68 kilogramm. Alul az űreszközhöz napelemeket rögzítettek (120 centiméter hosszú karok), éjszakai (földárnyék) energiaellátását kémiai akkumulátorok biztosították.[forrás?]
1964 novemberében volt vele az utolsó kapcsolat.
1967. november 18-án 1330,95 nap (3,64 év) után belépett a légkörbe és megsemmisült.